# Kiesby
Kiesby (in danese Kisby) è una frazione del comune tedesco di Boren.

## Storia
Il 1º marzo 2013 il comune di Kiesby venne aggregato al comune di Boren.